# Isla Chisi
La Isla Chisi es una pequeña isla en medio del lago Chilwa. El Lago Chilwa es el tercer lago más grande de Malaui, un país de la parte sur de África. Los nativos de la isla tienen un amplio conocimiento sobre el uso de los bosques y el lago, y los recursos que estos les pueden proporcionar. Ubicada en las montañas de la Isla Chis, hay unos pocos santuarios fortificados de montaña, que proporcionan refugio y un lugar para ir. Chisi es además el hogar de Mchenga, un gran árbol mucho más ancho que dos personas de pie una al lado de la otra.